# Diecéze Sessa Aurunca
Diecéze Sessa Aurunca (latinsky Dioecesis Suessana) je římskokatolická diecéze v Itálii, která je součástí neapolské církevní provincie, tvořící součást církevní oblasti Kampánie. Katedrálou je kostel sv. Petra a Pavla v Sessa Aurunca. 

## Stručná historie
Byť tradice připisuje počátky evangelizace již svatému Petrovi, prvním doloženým biskupem je až Fortunatus na sklonku 5. století. Od 10. století byla diecéze podřízena jako sufragánní Arcidiecézi Capua, v roce 1979 byla včleněna do neapolské církevní provincie. Od roku 2023 je in persona episcopi spojena s diecézemi Alife-Caiazzo a Teano-Calvi.